# Torronselkä
Torronselkä är en del av sjön Leppävesi i Finland.   Den ligger i landskapet Mellersta Finland, i den centrala delen av landet, 250 km norr om huvudstaden Helsingfors. Torronselkä ligger 82 meter över havet.